# Femke Verschueren
Femke Verschueren (n. 8 mai 2000, Morkhoven, Belgia) este o cântăreață belgiană. Ea a reprezentat Belgia la Concursul Muzical Eurovision Junior 2011 cu piesa Een kusje meer.